# Kirche Arfeld

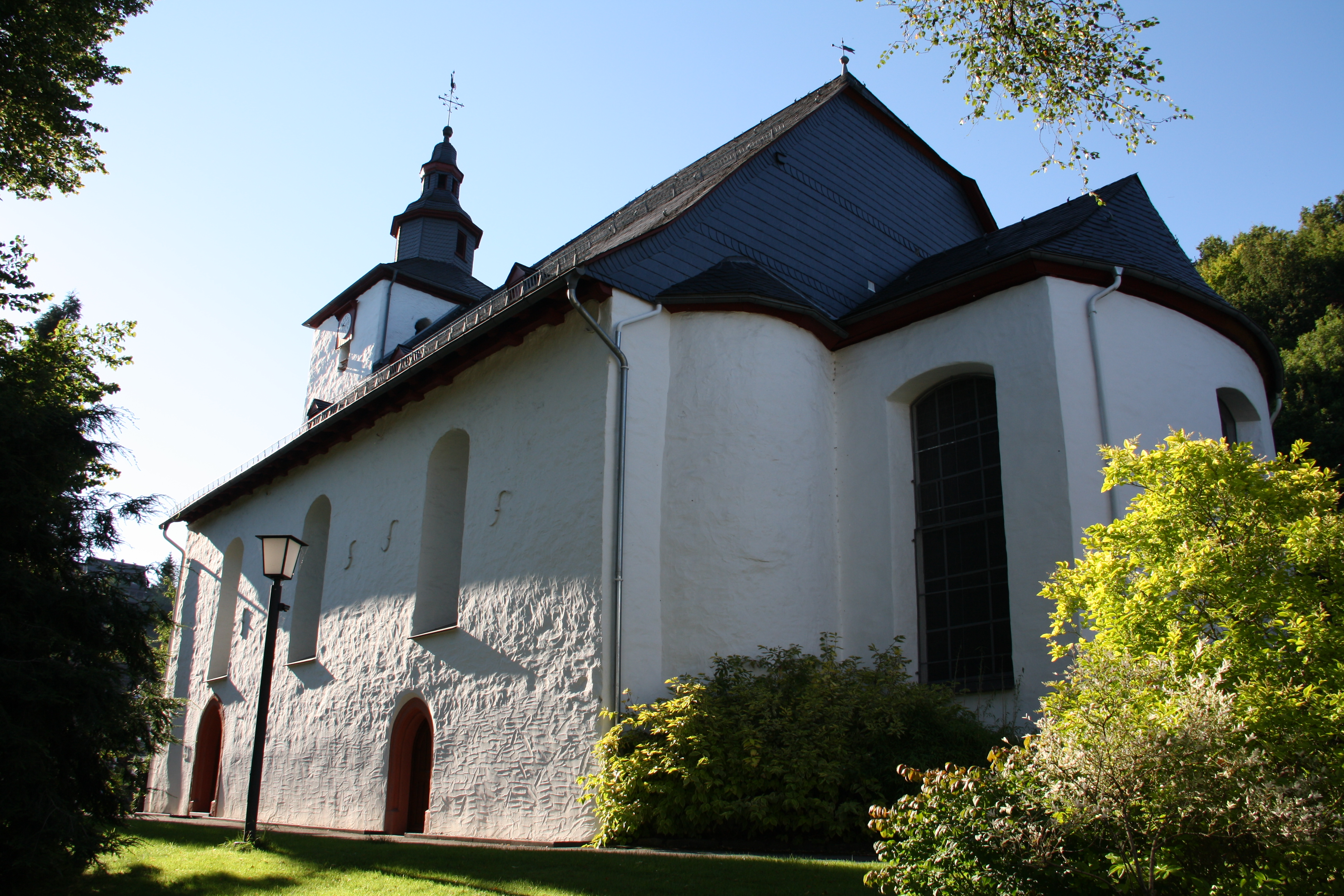
Evangelische Kirche Arfeld

Die evangelische Pfarrkirche ist ein denkmalgeschütztes Kirchengebäude in Arfeld, einem Ortsteil der Stadt Bad Berleburg im Kreis Siegen-Wittgenstein in Nordrhein-Westfalen.

## Geschichte
Im Mittelalter war die Kirche Sitz eines Dekanates. Erstmals urkundlich erwähnt wurde der Dekanatssitz 1258 in einer Urkunde. Der damalige Dekan hieß Wezel und der Ort wurde Arahafelt genannt. Das damalige Dekanat war in etwa deckungsgleich mit dem heutigen Kreis Siegen-Wittgenstein. Die Dekanate Kesterburg, Amöneburg und Arfeld bildeten das Archidiakonat des Propstes von St. Stephan in Mainz.

## Architektur
Die Kirche wurde zur Zeit des Dekans Wezel in der Mitte des 13. Jahrhunderts errichtet. Sie ist eine spätromanische Hallenkirche von drei mal drei Jochen und gehört zur Siegerländer Baugruppe. Die Seitenschiffe enden in halbrunden Apsiden. Der Chor wurde 1719 erneuert. Bei Renovierungsarbeiten wurden 1958 frühgotische, gemalte Dekorationssysteme aufgedeckt, restauriert und teilweise frei ergänzt. Der Westturm von der zweiten Hälfte des 13. Jahrhunderts wurde jeweils nach Bränden 1616 und 1733 erneuert. Die Haube mit Laterne wurde wohl in der Mitte des 18. Jahrhunderts aufgesetzt. Im Inneren ruhen kuppelige Gratgewölbe zwischen spitzen Gurtbögen auf Pfeilern. An den drei vorgesetzten Halbsäulen befinden sich Würfelkapitelle. In die Seitenschiffe wurden trapezförmige Gewölbefelder eingezogen. Die Emporen wurden von 1752 bis 1754 eingebaut, dabei wurden im südlichen Seitenschiff jochtrennende Mauern eingezogen. Die Flachdecke im Altarraum wurde nach 1828 eingezogen. Die sechseckige Kanzel stammt von 1760.